# 필리핀-미국 전쟁
필리핀-미국 전쟁(Philippine–American War, 타갈로그어: Digmaang Pilipino-Amerikano) 또는 미국-필리핀 전쟁은 1899년에서 1902년까지 미국과 필리핀의 전쟁으로 스페인-미국 전쟁 이후에 필리핀을 획득한 미국으로부터 독립하려는 필리핀 제1공화국의 항쟁으로부터 시작되었다.
전쟁은 공식적으로 1902년 7월 4일에 끝났으며, 100만 명이 넘는 필리핀인들이 죽었다. 그러나 살아남은 필리핀 군인들과 다른 저항군들이 미국이 통치를 끝낼 때까지 미국의 침략에 저항했다. 또한 전쟁 과정에서 1901년 발랑기가 학살 사건이 일어나기도 했다.

## 배경
1896년 이후 스페인에서 독립을 위해 싸운 필리핀 사람들은 에밀리오 아기날도 아래 1898년 6월 12일에 독립을 선언했지만, 1898년 12월, 미국은 미국-스페인 전쟁으로 필리핀 독립을 돕기위해 스페인을 물리쳤음에도 불구하고 파리 조약에서 2,000만 달러로 필리핀을 매입하여, 자국의 식민지로 삼으려 했다.
1899년 1월 1일 아기날도가 초대 대통령에 취임했고 그는 다음 마로로스 의회를 조직했는데, 미국에서는 8월 14일에 1만 1000명의 지상군이 필리핀을 점령하기 위해 보내졌다. 미국은 필리핀 침략을 위해 반항하는 필리핀인 60만 명을 잔혹하고, 극악하게 학살했다.

## 과정
미국은 필리핀 측에서는 동맹이 아니라 지배자가 되었다고 볼 수 있기 때문에, 필리핀 군대와 미국 군대의 관계는 극도로 긴박한 것이었다. 1899년 1월 21일, 필리핀 제1공화국이 건국된다.
1899년 2월 4일 산 후안 델 몬테 다리에서 미국이 지배하고 있는 지역에 들어선 필리핀 병사가 사살되었다. 최근 필리핀이 실시한 조사에서는 사건 현장은 현재 마닐라 시내 소시에고 거리였다고 한다. 당시 미국 대통령 윌리엄 매킨리가 이 사건은 필리핀 측에 의한 마닐라 시내에 대한 공격이었다고 신문에 말했고, 필리핀 측에 책임을 요구했다.
맥킨리 정부는 아기날도가 이끄는 정부를 범죄자 집단이라고 불렀기 때문에, 의회를 통한 정식 개전 통고는 실행되지 않았다. 주된 이유로서 2개 들 수 있다. 첫째, 필리핀측을 국가로 인정하지 않는 것이었고, 국가 간의 전쟁이 아니라 정부에 대한 반란이라고 주장했다.
그러나 그 시점에서 미국 측이 지배하고 있던 것은 마닐라뿐이었다. 다른 하나는 미국-스페인 전쟁에 의해 핍박받던 재정을 염두에 두고, 미국병사의 전쟁 치료를 최소한으로 하기 위해, 전쟁이 아닌 경찰 활동이라고 선언한 것이다.

## 같이 보기
- 필리핀의 역사